# Amt für den Militärischen Abschirmdienst
Le service de contre-intelligence militaire, en allemand Amt für den Militärischen Abschirmdienst ou MAD, est l'un des trois services de renseignement de l'Allemagne, responsable du renseignement et du contre-espionnage militaires. Il fait partie de la Bundeswehr et il est basé à Cologne avec quatorze bureaux régionaux répartis dans différentes villes d'Allemagne.

## Caractéristiques
Il a été fondé en 1956 par l'Allemagne de l’Ouest durant la guerre froide.
Il a un effectif de 1 300 employés tant militaires que civils et avait un budget de 74 millions d'euros en 1995. En 2018, on compte officiellement 1 169 employés et un budget de 95 627 540 €. En 2021, le service militaire de contre-espionnage est passé à 1 398 employés avec un budget de 137 721 520 €, selon le rapport de protection de la Loi fondamentale (Verfassungsschutzbericht) de l'année 2021 fourni par le Ministère fédéral de l'Intérieur Allemand (BMI).
Les deux autres services sont le service fédéral de renseignement (BND), au niveau extérieur, et l'office fédéral de protection de la constitution, au niveau intérieur.